# Chèvremont (Vesdre)
Chèvremont ist ein nach allen Seiten steil abfallender Bergrücken im Tal der Weser (französisch Vesdre), etwa 7 km südöstlich von Lüttich in der Gemeinde Chaudfontaine.
Im 8. Jahrhundert befand sich auf dem Berg eine Befestigungsanlage. Der Hausmeier Pippin der Mittlere stiftete hier eine Kanonikergemeinschaft und wurde 714 dort beigesetzt.
Heute stehen auf dem Berg eine Marienkapelle, die als Wallfahrtsort genutzt wird, und die Basilika Notre-Dame de Chèvremont.